# Diastatea micrantha
Diastatea micrantha là loài thực vật có hoa trong họ Hoa chuông. Loài này được (Kunth) McVaugh mô tả khoa học đầu tiên năm 1940.